# Le avventure di Huck Finn (film 1960)
Le avventure di Huck Finn (The Adventures of Huckleberry Finn) è un film americano del 1960, diretto da Michael Curtiz.
Basato sul romanzo Le avventure di Huckleberry Finn del 1884 di Mark Twain, è stato il terzo film sonoro a esso relativo, dopo quello del 1931 e quello del 1939, quest'ultimo sempre prodotta dalla Metro-Goldwyn-Mayer (MGM). Il film è stato il primo adattamento di Huckleberry Finn ad essere girato in CinemaScope e Technicolor.
Rispetto alla versione del 1939, in cui la parte di Huck era stata data al diciannovenne Mickey Rooney, qui la MGM si affida ad un dodicenne, Eddie Hodges, nel suo primo film da protagonista. L'ex pugile Archie Moore (anch'egli al primo film da protagonista) riveste i panni dello schiavo fuggitivo Jim. Anche Tony Randall è parte del cast principale (e ha ricevuto la migliore fatturazione) e Buster Keaton ha avuto un ruolo in quello che è risultato essere il suo film finale per Metro-Goldwyn-Mayer, il suo ex studio. Neville Brand interpretava Pap Finn, il padre alcolizzato di Huck.

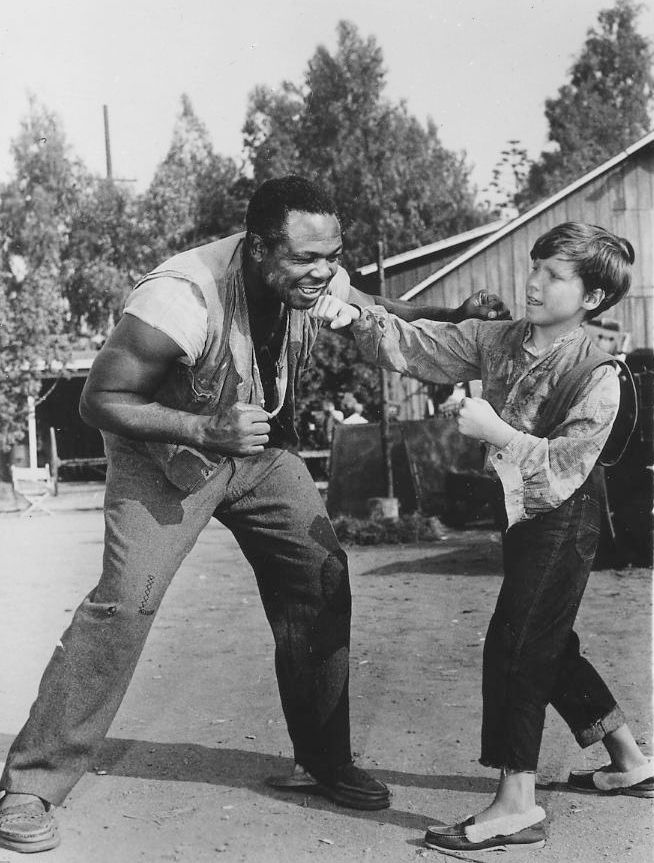
Archie Moore ed Eddie Hodges sul set

## Trama
La storia di due amici nell'America dell'800. Huck Finn scappa di casa con un suo amico di colore di nome Jim. Mentre Finn vuole attraversare il Mississippi, Jim desidera trasferirsi nei paesi del nord, dove la gente è libera. Le loro avventure iniziano quando si mettono in viaggio a bordo di una zattera: Huck e Jim finiranno in una piccola città dove sgominano due rapinatori e poi s'imbarcheranno in un battello a vapore dove incontreranno sempre i due farabutti che li faranno andare in galera con un astuto stratagemma. Ma alla fine Huck e Jim scappano e le loro strade si divideranno per sempre: l'afroamericano si trasferirà nella terra dove ha sempre sognato di vivere e il piccolo Huck tornerà a casa.

## Curiosità
- Il film non è stato girato sul Mississippi ma sul fiume Sacramento e sullo Stockon Deepwater Channel (Delta del Sacramento).
- Le canzoni presentate nel film furono inizialmente concepite per un musical intitolato "Huckleberry Finn", che doveva essere prodotto nel 1952 dalla MGM, ma che non fu realizzato.

Nei ruoli di supporto come cacciatori di schiavi si trovano John Carradine e Harry Dean Stanton. Carradine ha recitato nell'adattamento televisivo del 1955 nei panni del Duca.
- Dopo questo film, Curtiz, che vinse un Oscar nel 1944, girò altri tre film prima di morire nell'aprile del 1962.
- Il montatore Fredric Steinkamp vinse l'Oscar nel 1967.
- Oltre al regista Curtiz, avevano vinto almeno un Oscar il direttore artistico George W. Davis (1954 e 1960), lo scenografo Henry Grace (1959) e il suo collega Robert Priestley (1956 e 1958).
- Responsabile del suono era Franklin Milton. Vinse tre Oscar nella sua carriera, nel 1960, 1964 e 1967. A. Arnold Gillespie, che era responsabile degli effetti speciali, ne vinse invece quattro (1945, 1948, 1960, 1964).
- I crediti non menzionarono Conrad L. Hall. che era uno degli operatori di macchina in questo film. Negli anni successivi divenne primo operatore e vinse tre Oscar (1970, 2000, 2003).
- Secondo i dati di MGM, il film ha guadagnato $ 1.950.000 degli Stati Uniti e in Canada e $ 800.000 altrove, con una perdita netta di $ 99.000.